# Milwaukee Hawks 1951-1952
La stagione 1951-52 dei Milwaukee Hawks fu la 3ª nella NBA per la franchigia.
I Milwaukee Hawks arrivarono quinti nella Western Division con un record di 17-49, non qualificandosi per i play-off.

## Roster
| N° | Naz.                   | Ruolo | Sportivo        | Anno | Alt. | Peso |
| -- | ---------------------- | ----- | --------------- | ---- | ---- | ---- |
|    | Stati Uniti (bandiera) | C     | Elmer Behnke    | 1929 | 201  | 95   |
|    | Stati Uniti (bandiera) | C     | Jerry Fowler    | 1927 | 203  | 104  |
|    | Stati Uniti (bandiera) | GA    | Red Owens       | 1925 | 191  | 84   |
|    | Stati Uniti (bandiera) | G     | John Rennicke   | 1929 | 188  | 84   |
| 11 | Stati Uniti (bandiera) | GA    | Gene Vance      | 1923 | 191  | 88   |
| 12 | Stati Uniti (bandiera) | G     | Bob Wilson      | 1926 | 193  | 84   |
| 14 | Stati Uniti (bandiera) | G     | Kevin O'Shea    | 1925 | 188  | 79   |
| 14 | Stati Uniti (bandiera) | C     | Don Otten       | 1921 | 208  | 109  |
| 15 | Stati Uniti (bandiera) | A     | Art Burris      | 1924 | 196  | 100  |
| 15 | Stati Uniti (bandiera) | A     | John McConathy  | 1930 | 196  | 88   |
| 15 | Stati Uniti (bandiera) | A     | Don Rehfeldt    | 1927 | 201  | 95   |
| 16 | Stati Uniti (bandiera) | GA    | Walt Kirk       | 1924 | 191  | 78   |
| 17 | Stati Uniti (bandiera) | AC    | Dick Mehen      | 1922 | 196  | 88   |
| 18 | Stati Uniti (bandiera) | GA    | Don Boven       | 1925 | 193  | 95   |
| 18 | Stati Uniti (bandiera) | GA    | Dike Eddleman   | 1922 | 191  | 86   |
| 20 | Stati Uniti (bandiera) | AC    | Cal Christensen | 1927 | 196  | 95   |
| 20 | Stati Uniti (bandiera) | GA    | Dillard Crocker | 1925 | 193  | 93   |
| 21 | Stati Uniti (bandiera) | AC    | Charlie Black   | 1921 | 196  | 91   |
| 21 | Stati Uniti (bandiera) | C     | Nate DeLong     | 1926 | 198  | 100  |
| 22 | Stati Uniti (bandiera) | AC    | Mel Hutchins    | 1928 | 198  | 91   |

## Staff tecnico
- Allenatore: Doxie Moore